# Преображенский храм (Тампере)
Церковь в честь Преображения Господня (фин. Kristuksen Kirkastumisen Kirkko) — православный домовый храм в г. Тампере, состоящий ранее в юрисдикции Русской православной церкви заграницей, ныне в расколе.

## История
Община в Тампере в юрисдикции Русской православной церкви заграницей была основана в 1990-е годы преподавателем университета Тампере Людмилой Дмитриевной Перепёлкиной. Приход был непосредственно подчинён Первоиерарху РПЦЗ митрополиту Виталию (Устинову). Богослужения в приходе стал совершать архимандрит Алексий (Макринов) из Санкт-Петербурга. Упоминается настоятелем в 2000 году.
3 февраля 1994 года приход получил официальную государственную регистрацию в реестре религиозных общин Финляндии, что вызвало резкую негативную реакцию тогдашнего главы Финляндской архиепископии Константинопольского Патриархата архиепископа Иоанна (Ринне), отлучившего членов общины от церковного общения.
Не приняв действий, направленных на примирение с Русской православной церковью, община ушла в раскол. Юрисдикционная принадлежность неизвестна.
Численность официально зарегистрированных членов общины остаётся небольшой: